# Canyon (band)
Canyon was een Volendamse band uit het palingsoundgenre.

## Biografie
Canyon bestond uit Jaap Veerman (zang en gitaar), Klaas Tuyp (drums) en Dick Plat (keyboard en accordeon).
De groep werd in januari 1977 opgericht met als zanger Theo van Scherpenseel. Wegens drukke werkzaamheden als onderwijzer moest Van Scherpenseel de band verlaten; hij werd vervangen door Jaap Veerman. Met de komst van Jaap Veerman begon de band ook eigen platen uit te brengen, hetgeen resulteerde in de eerste singles die noteringen in de tipparade haalden.
Opvallend is dat een band uit Volendam al Nederlandstalige muziek maakte in het begin van de jaren tachtig. Het bleek moeilijk om in die tijd het Nederlandse product op de radio gedraaid te krijgen. Canyon heeft zeker een trend gezet voor latere artiesten uit Volendam, die jaren later met Nederlands repertoire succes kregen.
In de zomer van 1983 had de band zijn een hit in de Top 40 en de Nationale Hitparade met Als ik maar bij jou ben, die zomer de meest gedraaide plaat op de radio. Datzelfde jaar kwam Praat me niet van liefde niet verder dan de 46e plaats in de Nationale Hitparade. Een paar jaar daarvoor, in 1981, had de directeur van platenmaatschappij Polydor, Harry Knipschild, gevraagd of Canyon een nummer over Volendam wilde opnemen. Dat werd Mooi Volendam, geschreven door Dick Plat. Het nummer werd geen commercieel succes, maar groeide, mede door de opvallende stem van Veerman, uit tot een absolute klassieker in Volendam en leverde hen veel bekendheid op. In 2013 kwam het op de eerste plaats van de Volendammer Top 1000 te staan.
In 1981 brachten ze ook een album uit, Een beetje alleen. In totaal heeft Canyon elf singles en een elpee uitgebracht.

## Na Canyon
Tuyp en Plat waren eerder lid van Left Side. Plat werd in 1988 lid van BZN en ging in 2007 optreden met Carola Smit onder de naam Carola and Friends. Tuyp had daarna veel succes met de band Stampvast en speelde vanaf 2004 in de formatie BZN 66. Veerman ging tot eind 2000 door met Canyon in een andere bezetting en moest door een tragische gebeurtenis in zijn gezin stoppen. In 2007 begon hij echter als soloartiest, onder zijn Volendamse bijnaam "Jaap Corn" en bracht hij ook weer werk van Canyon ten gehore.
Drummer Klaas Tuijp (Kappie) uit Volendam is 19 januari 2024 op 71-jarige leeftijd overleden. Tuijp maakte ook deel uit van succesvolle bands als Left Side, Stampvast en BZN’66.

## Discografie

### Singles
- 1980: Altijd zon, als dat eens kon / Jij redt het best alleen, Polydor
- 1981: Hé kleine vlinder / Ik hield van jou, Polydor
- 1981: Mooi Volendam / Ik wil niet meer, Polydor
- 1983: Als ik maar bij jou ben / Het is nu tijd, Mercury
- 1983: Praat me niet van liefde / Ik droom elke nacht van jou, Mercury
- 1984: Morgen / 'n Beetje alleen, Mercury
- 1985: Eindelijk weer zomer / Stilte, Corduroy
- 1985: Johnny (de held van het voetbalveld) / Stilte, Corduroy
- 1986: Fore your eyes / I can't live without you, Disky
- 1987: My little town / I can't live without you, Disky

### Albums
- 1983: Een beetje alleen
- 2006: The best of Canyon